# Concours isolympique
En Grèce antique, un concours dit isolympique (grec ancien : ἰσολύμπιος / isolýmpios) est un concours gymnique stéphanite proclamé égal aux Jeux olympiques.
Ces concours se multiplient à partir de la période hellénistique. Sont ainsi isolympiques les Asklepeia de Cos, les Ptolemaia d'Égypte lagide ou encore les Actia de Nicopolis d'Épire.